# Fontanès (Hérault)
Fontanès é uma comuna francesa na região administrativa de Occitânia, no departamento de Hérault. Estende-se por uma área de 8,18 km². Em 2010 a comuna tinha 356 habitantes (densidade: 43,5 hab./km²).